# Cebríones

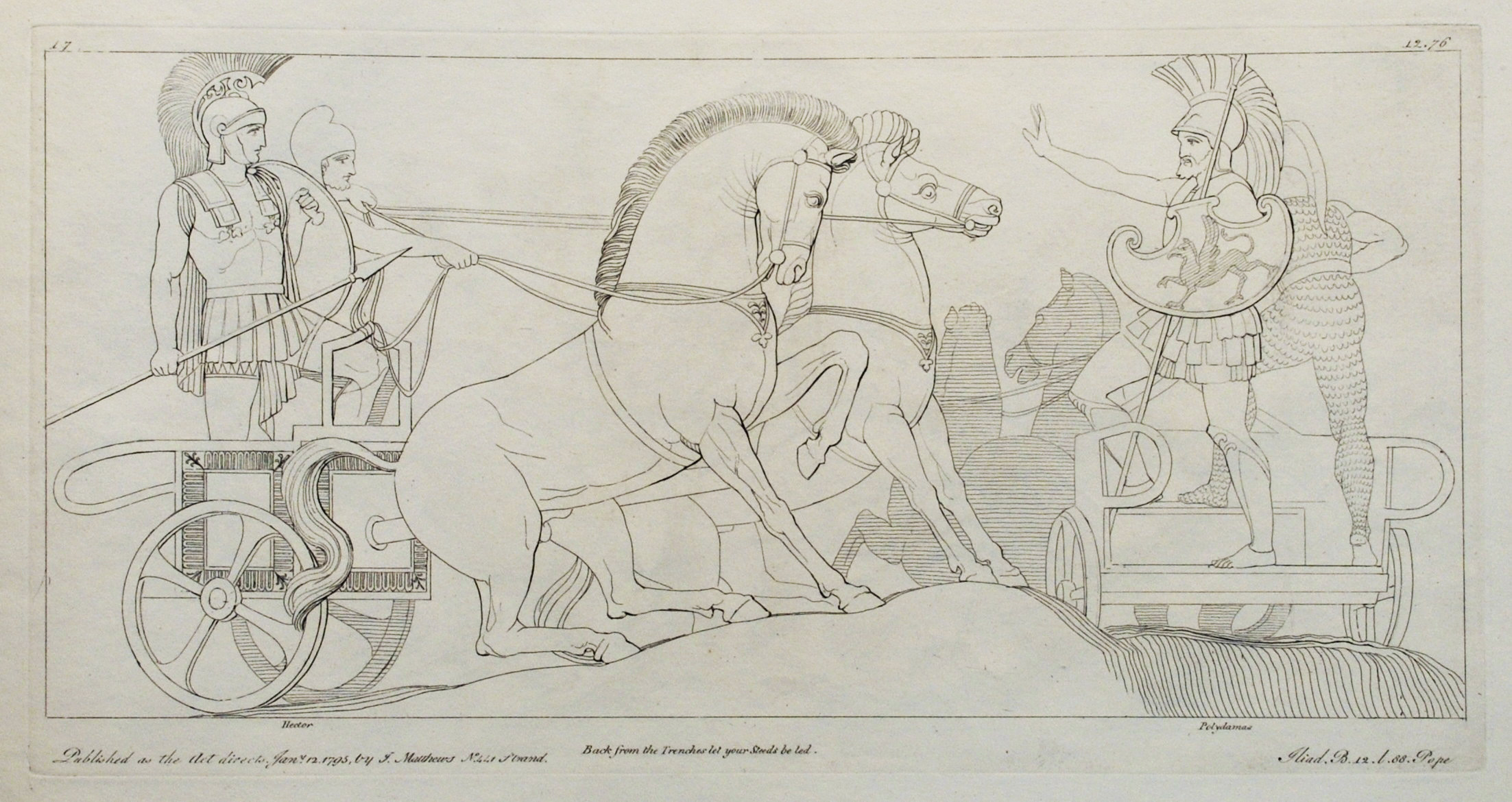
Héctor, Cebríones y Polidamante: talla dulce de 1795, obra de Tommaso Piroli (1752 – 1824) a partir de un dibujo de 1793 de John Flaxman, empleada en una edición de la traducción de Alexander Pope de la Ilíada para ilustrar el pasaje correspondiente a los vv. 88 y ss. del Canto XII.

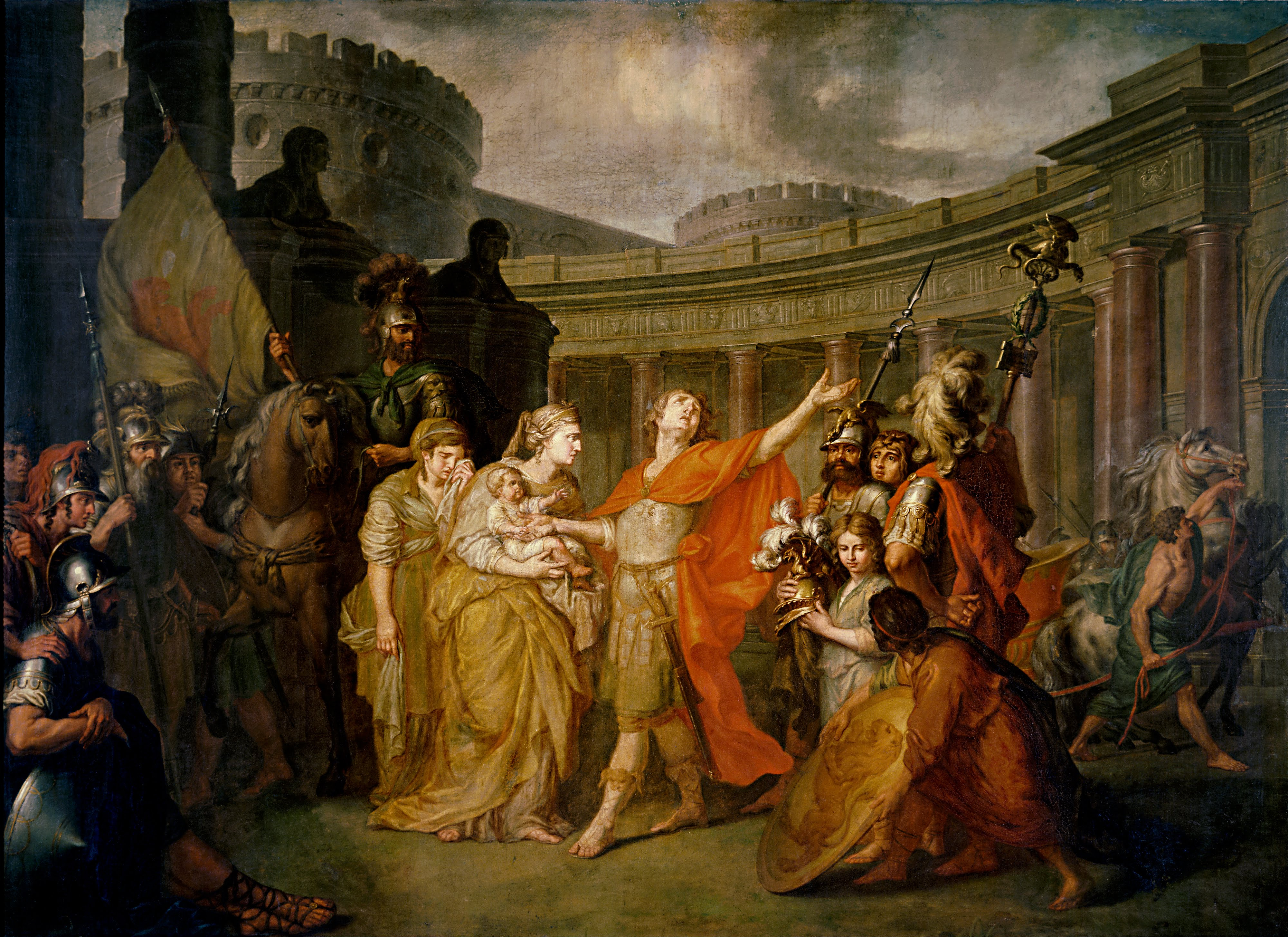
Óleo en lienzo de Antón Losenko (Антон Лосенко: 1737 - 1773): La despedida de Héctor y Andrómaca (Прощание Гектора с Андромахой, 1773). Galería Tretiakov. Moscú.

En la mitología griega, Cebríones es un personaje de la Guerra de Troya.  
Era hijo de Príamo y una esclava, hermano paterno de Héctor y Auriga suyo durante la guerra, según la Ilíada. 
Junto con Héctor y Paris, Cebríones formó parte del grupo que finalmente rompió la muralla argiva. Fue muerto por Patroclo de una pedrada que le acertó entre las cejas, y los dos ojos cayeron al suelo. La fuerza del golpe lo hizo caer del carro de Héctor, provocando que Patroclo afirmara que, con semejante habilidad para "zambullirse", podría haber satisfecho a muchos buscando ostras en el "mar tempestuoso".